# Contea autonoma tujia di Shizhu
La contea autonoma tujia di Shizhu (cinese semplificato: 石柱土家族自治县; mandarino pinyin: Shízhù Tǔjiāzú Zìzhìxiàn) è un distretto di Chongqing. Ha una superficie di 3.013 km² e una popolazione di 520.000 abitanti al 2006.